# Jadyzhensk
Jadyzhensk (del ruso: Хады́женск) es una ciudad del raión de Apsheronsk del krai de Krasnodar, en Rusia. Su población en 2010 era de 21 579 habitantes en 2010. Está situada en el valle del río Pshish, de la cuenca del Kubán, a la altura de la desembocadura del Jadazhka, 15 km al oeste de Apsheronsk y 80 km al sureste de Krasnodar, la capital del krai.
Es centro del municipio urbano Jadyzhenskoye, al que pertenecen asimismo Krásnaya Gorka, Páporotni y Travaliov.

## Historia
En 1864 la localidad fue fundada como la stanitsa cosaca Jadyzhenskaya sobre el emplazamiento de un aul adigué (jatukái) llamado Jadyzhi (Хъыдыжъы). Los primeros colonos eran cosacos de las stanitsas esteparias del Kubán y más tarde llegaron campesinos ucranianos y de las estepas de Oremburgo, el Don y los Urales. La stanitsa formaba parte del 27º Regimiento de Caballería de los Cosacos del Kubán y acogía a su Estado Mayor.
En 1909 fueron descubiertos yacimientos de petróleo cerca de la stanitsa, que con el crecimiento de la industria relacionada con el descubrimiento, contribuyó de modo importante al desarrollo de la población. Ese año se construyó el hospital de la localidad y llega la electricidad. En 1915 se abrió el ferrocarril Armavir-Tuapsé, que pasa por la localidad. Hasta 1920 pertenecía al otdel de Maikop del óblast de Kubán.
En 1940 fue nombrada asentamiento de trabajo y es designada centro del raión de Neftegorsk. Durante la Gran Guerra Patria fue ocupada por la Wehrmacht de la Alemania Nazi en verano de 1942 y liberada por el Ejército Rojo de la Unión Soviética el 25 de enero de 1943.
Recibió el estatus de ciudad y su nombre actual el 28 de septiembre de 1949 por decreto de la Presidencia del Sóviet Supremo de la República Socialista Federativa Soviética de Rusia. En 1953 mientras se realizaban prospecciones petrolíferas, se halló un manantial de aguas ricas en yodo y bromo a 520 metros de profundidad, razón por la que se construye el balneario Mineralni. En 1956 el territorio del raión de Neftegorsk fue integrado en el raión de Apsheronsk.
El 7 de agosto de 1997 le fue otorgado el grado de estación turística.

## Demografía

### Evolución demográfica
| 1939 | 1959   | 1970   | 1979   | 1989   | 2002   | 2008   | 2009   | 2010   |
| ---- | ------ | ------ | ------ | ------ | ------ | ------ | ------ | ------ |
| 8500 | 20 200 | 17 900 | 17 800 | 19 000 | 21 286 | 20 924 | 21 104 | 21 209 |

### Nacionalidades
De las 21 286 personas que habitaban la ciudad en 2002, el 85 % era de etnia rusa, el 8 % era de etnia armenia, el 2.9 % era de etnia ucraniana, el 0.7 % era de etnia georgiana, el 0.4 % era de etnia alemana, el 0.4 % era de etnia bielorrusa, el 0.4 % era de etnia tártara, el 0.3 % era de etnia griega, el 0.1 era de etnia gitana, el 0.1 % era de etnia adigué, el 0.1 % era de etnia turca y el 0.1 % era de etnia azerí

## Clima
El clima está determinado en parte considerable por las montañas que rodean la ciudad y los anchos valles de los ríos Pshish y Jadazhka que crean un clima moderadamente continental. La temperatura media del mes de julio es de 24 °C, la temperatura media de enero −2 °C. La humedad relativa media es del 69 %. La media anual de las precipitaciones es 1 077 mm.

## Economía y transporte
En Jadyzhensk hay una fábrica de maquinaria agrícola y empresas relacionadas con el sector de la transformación de la madera. Se extrae petróleo en los alrededores de la localidad. En la localidad se produce la cerveza Jadyzhenskoye.
Es un conocido centro balneario por sus aguas cargadas de yodo y bromo.
Cuenta con una estación (Jadyzhenskaya, en Stantsionni (4 km al oeste) en la línea de ferrocarril Armavir-Tuapsé. Por carretera se encuentra entre Apsheronsk y Goriachi Kliuch.